# Fauziah Latiff
Siti Fauziah Sheikh Abdul Latiff (Perak, 5 december 1970) is een Maleisisch zangeres en actrice.

## Begin van de carrière
Latiff, bij haar fans beter bekend als Jee, maakte haar debuut tijdens een liefdadigheidsconcert in 1987 in het Merdeka Stadium. Talentenjagers van het bedrijf Happy Records ontdekten haar en zo kreeg zij haar eerste contract voor opnames.

## Discografie
Latiff heeft meer dan zeventien albums uitgegeven. Haar eerste single, Di Gamit Memori, kwam hoog op de lokale histlijsten, wat haar toekomst als zangeres bepaalde.
- Di Gamit Memori (1988)
- Kau Merubah Segalanya (1989)
- Kini (1990)
- Tiada Noktah Cinta (1991)
- Gubahan Rindu Puisi Syahdu (1992)
- Epilog Memori Cinta (1993)
- Apa Sebenarnya (1994)
- Petikan Syahdu Fauziah Latiff (1995)
- Sahabat (1995)
- Petikan Syahdu Fauziah Latiff Vol. II (1996)
- Fauziah Latiff Dia (1997)
- Jee '98 Ku Pohon Kemaafan (1998)
- Fauziah Latiff No 1 (1999)
- Yang Lebih Kau Cinta ... Jee (2001)
- Di Sebalik (compilation - 2004)

## Jury van de Maleisische Idol
Latiff is een van de drie juryleden van de Maleisische Idol, een reality zangcompetitie die onderdeel uitmaakt van de Idol-serie.
Naast Roslan Aziz en Paul Moss moedigt Fauziah Latiff de deelnemers vaak aan en ondersteunt zij hen in het waarmaken van hun dromen.

## Acteercarrière
- Rubiah (theater)
- Lontong (komedie, TV3 productie)